# Lowe Art Museum
Il Lowe Art Museum è uno dei più importanti musei d'arte di tutta la Florida del sud (Stati Uniti d'America).
Il museo è inserito all'interno del complesso dell'Università di Miami, situato a Coral Gables, una città a sud di Miami nella contea di Miami-Dade.
Le collezioni del museo comprendono pezzi che vanno dall'archeologia classica fino all'arte contemporanea, con importanti pezzi di arte rinascimentale e barocca e di arte asiatica e dei nativi americani.
41.000 visitatori hanno visitato il Lowe Art Museum nel 2011, 6.500 dei quali erano studenti.

## Storia e donazioni

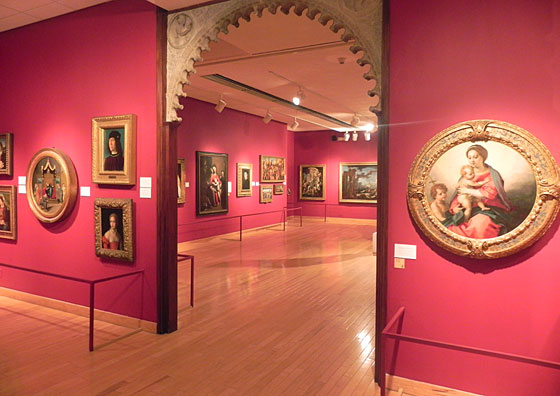
Dettaglio della sala dedicata al Primo Rinascimento - Nel tondo in primo piano: Andrea del Sarto, Madonna con bambino e san Giovannino, 1429 ca.

La storia del museo parte nel 1950 con la prima grande donazione Joe ed Emily Lowe, che verrà esposta al pubblico a partire dal 1952.
Nel 1956 Alfred I. Barton dona l'importante nucleo di arte dei nativi americani, mentre nel 1954 il museo viene designato unico erede della Florida di una parte della famosa collezione della Samuel H. Kress Foundation, che porterà al museo un nucleo di 41 opere di arte barocca e rinascimentale, divenute, fino ad oggi, il nucleo più importante del museo.
Nel 1984 Robert M. Bischoff dona 531 pezzi della sua collezione di arte antica americana mentre la collezione di arte asiatica è stata creata in più di vent'anni con il contributo di Stephen Junkunc III, residente a Chicago ma che abitualmente soggiornava a Miami in inverno.
Tra le donazioni più recenti da segnalare la collezioni di vetri e ceramiche da parte dei collezionisti Myrna and Sheldon Palley, esposta nell'omonimo padiglione all'interno del museo a partire dal 2008, e la collezioni di immagini devozionali sudamericane (28 dipinti su tavola e metallo) da parte della coppia Joseph and Janet Shein esposta all'interno del museo per la prima volta nel 2012.
In prestito esteso dal 1988 sono invece i quadri della Cintas Foundation, della quale fanno parte importanti opere di arte spagnola del XVI e XVII secolo di autori come El Greco, Murillo, Goya e Ribera.

## Sale espositive
La collezione si divide in sale tematiche, dedicando una sola sala per ogni tema o corrente artistica presente in collezione.
Attualmente comprende circa 14 sale, più il Palley Pavillion (padiglione dedicato alla collezione dei vetri) e il giardino esterno delle sculture di arte contemporanea.

### Antiquities
La saletta, una delle più piccole, è la prima che il visitatore incontra nel suo percorso all'interno del museo.
Qui vengono esposti vasi, ceramiche, oggetti metallici, sculture e bassorilievi marmorei di epoca e origine sia romana che greca, datati tra il primo millennio a.C. e il IV sec. d.C.

### Reinaissance and Baroque
La sala conserva le tele che comprendono le opere europee del tardo cinquecento e del periodo barocco tra il XV e il XVII sec.
Vi sono vedute, opere di soggetto religioso, ritratti e incisioni che comprendono autori italiani, francesi e fiamminghi. Tra gli artisti da ricordare Francesco Guardi, Tintoretto, Lucas Cranach il Vecchio e Jacob Jordaens

### Early Renaissance
In sala sono presenti tavole e fondi d'oro soprattutto di provenienza italiana datati tra la prima metà del XIV sec. e il XV sec.
Tra gli autori presenti da segnalare Lippo Vanni, Cozzarelli, Francesco da Rimini (detto anche Master of the Blessed Clare), Lorenzo di Credi, Correggio (attr.), Sano di Pietro, Dosso Dossi e Andrea del Sarto.

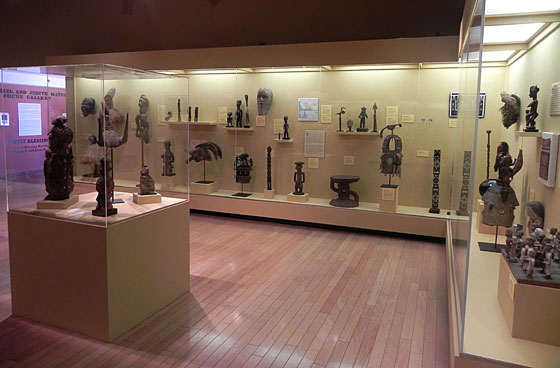
Dettaglio della sala dedicata all'Arte Africana

### 17th – 20th Century American and European
In questa sala sono raggruppati gli artisti europei e americani che vanno dal XVII sec. e il XX sec.
L'ampio spazio temporale e artistico che la collezione della sala propone ha suggerito un'esposizione tematica delle opere, dividendole in cinque categorie: Still-life (natura morta), Landscape (paesaggi), Face & form (ritratti), Abstraction (Arte astratta) e Narrative (arte "narrativa"). A confronto in sala vengono messe opere di artisti di rilievo internazionale, da ricordare sicuramente gli spagnoli Goya, Murillo, Jusepe de Ribera ed El Greco, gli impressionisti e post impressionisti Claude Monet, Alfred Sisley e Paul Gauguin, l'inglese Thomas Gainsborough fino al contemporaneo Fernando Botero e gli astrattisti sudamericani José Bedia e Carlos Alfonso.

### African
La sala propone un'importante collezione di maschere e suppellettili lignei, ceramiche, gioielli e oggetti cerimoniali datati dal 500 d.C. alla prima metà del XX sec. provenienti da tutto il territorio africano.
Presente anche una maschera lignea policroma proveniente dall'antico Egitto.

### Asian
Anche in questo caso la sala racchiude un'importante collezione di opere provenienti da tutto il territorio asiatico. Ampia la collezione di ceramiche cinesi, ma presenti in collezione anche sculture, costumi, oggetti metallici, gioielli e apparati lignei provenienti dal Giappone, dalla Corea, dall'India e dal sud-est asiatico.

### Pacific Island
Esposti nella sala tessuti e oggetti cerimoniali provenienti dalle isole dell'oceano Pacifico, in particolar modo dalle isole della regione della Melanesia, datati tra XIX e il XX sec.

### Native American
A rappresentare le popolazioni dei nativi americani vi sono oggetti in vimini, costumi, tessuti, sculture e ceramiche creati dai nativi americani, compresi alcuni pezzi in stile spagnolo coloniale, creati a partire dal 1492 ad oggi.
In particolare la collezione si focalizza in pezzi datati tra il XIX e il XX sec.

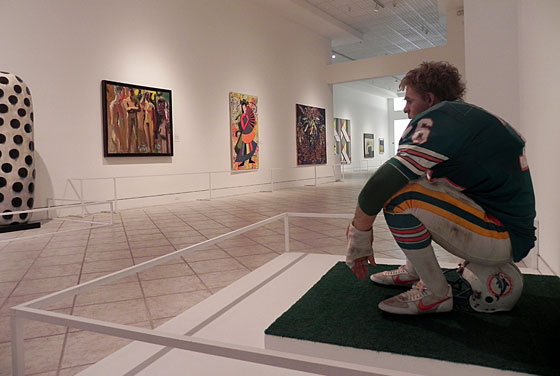
Dettaglio della sala dedicata all'Arte Contemporanea - In primo piano la scultura di Duane Hanson, Football Player, 1981.

### Ancien American
In questa sala vengono esposti manufatti archeologici delle popolazioni Maya, Inca e Chimù provenienti dalle due Americhe, tra cui elementi architettonici, gioielli, oggetti metallici e ceramiche, create dal 2500 a.C. fino al 1492 d.C.
Di rilievo le ceramiche Maya e un disco metallico decorato a sbalzo della civiltà Chimù, datato 900-1460 d.C.

### Contemporary
Chiude il percorso museale la lunga sala dedicata alla collezione di arte contemporanea.
Focalizzata sull'arte americana del XX secolo, presenta installazioni, quadri, fotografie e sculture.
Tra gli artisti degni di nota ci sono sicuramente Roy Lichtenstein, Frank Stella, Duane Hanson, Deborah Butterfield e Tatiana Parcero

### Palley Pavillion
Aperto nel 1º maggio del 2008, il padiglione ospita la vasta collezione di vetri e ceramiche artistiche.
La maggior parte della collezione è stata donata da Myrna and Sheldon Palley, ma è andata poi ampliandosi da altre generose donazioni.
La costruzione del padiglione, di circa 4000piedi quadrati, è stata finanziata sempre dalla coppia Myrna and Sheldon Palley, con una donazione di 1,7 milioni di dollari.

### Focus Gallery
Due sale all'interno del museo, una all'inizio del percorso e una circa a metà dell'itinerario museale, sono finalizzate a mettere in esposizione temporanea le opere del museo conservate nei magazzini o per dar visibilità alle nuove donazioni.

### Special Exhibitions
Due grandi sale, alla fine del percorso museale, sono invece dedicate alle mostre temporanee che il museo annualmente organizza.

## Opere

### Rinascimento e Barocco

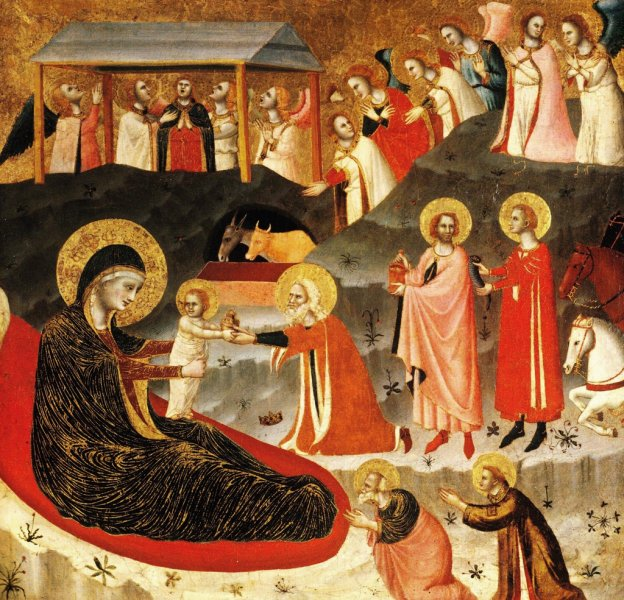
Francesco Da Rimini Adorazione dei Magi 1340 ca.

Francesco da Rimini (Master of the Blessed Clare)
- Adorazione dei Magi 1340 c.

Francesco Guardi (attr.)
- Veduta della chiesa Santa Maria della Salute 1750 ca.

Jacopo Robusti detto il Tintoretto
- Ritratto di giovane uomo seconda metà del XVI sec. ca.

Vincenzo Catena
- Ritratto di Giambattista Memmo 1510 ca.

Lucas Cranach il Vecchio
- Ritratto di studioso 1515 ca.

Lippo Vanni

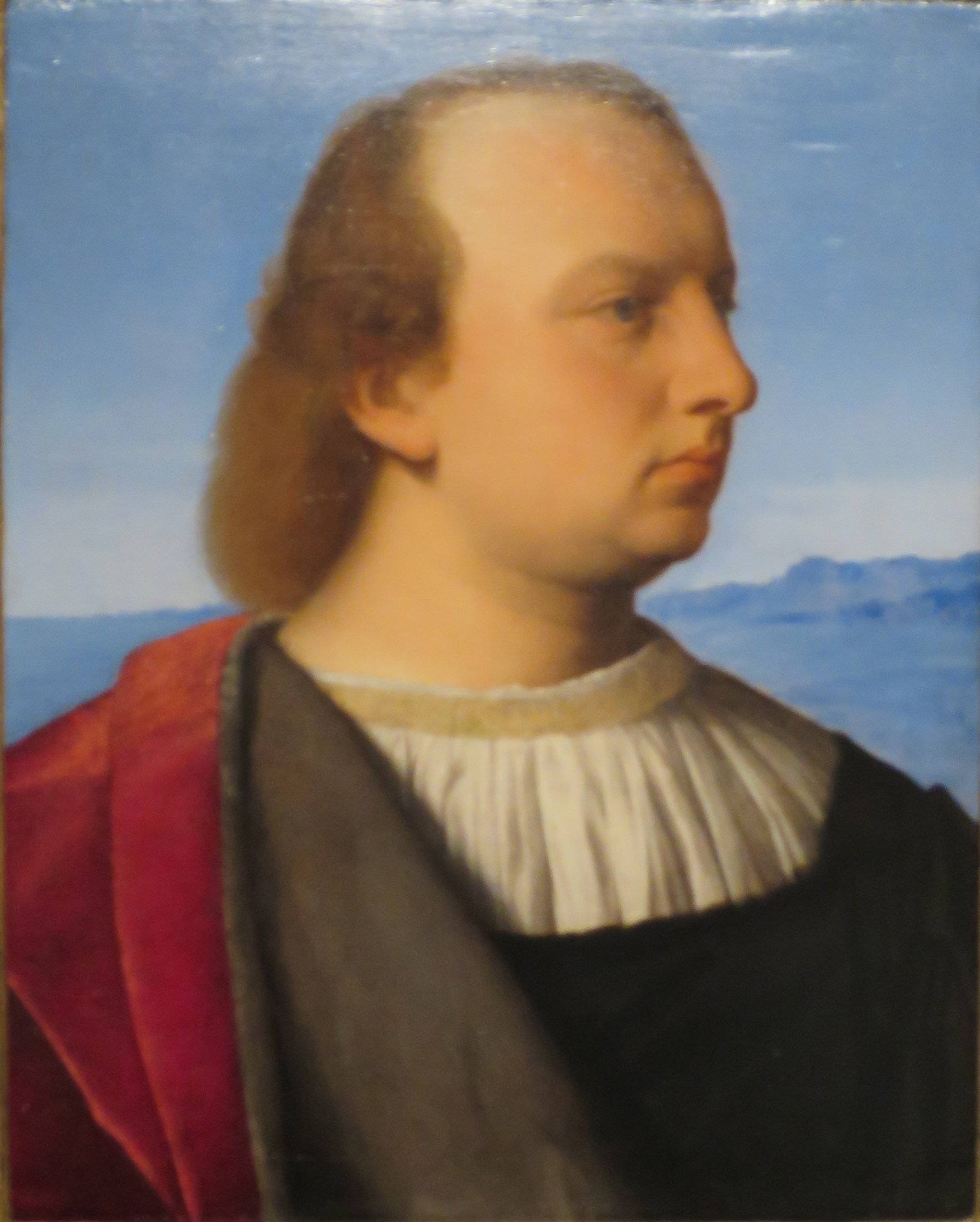
Vincenzo Catena Ritratto di Giambattista Memmo 1510 c.a

- Madonna col Bambino in trono con i donatori e Santi Domenico e Elisabetta d'Ungheria 1343 ca.

Jacob Jordaens
- Il giuramento di Paride 1620-1625 ca.

Adriaen Isenbrandt
- Madonna con bambino e membro della famiglia Hillensberger 1513

Giuseppe Maria Crespi
- Dama con cane 1690-1700 ca.

Lorenzo di Credi
- Madonna con Bambino 1500 ca.

Andrea del Sarto
- Madonna con bambino e San Giovannino 1429 ca.

Correggio (Antonio Allegri) attr.
- Ritratto di giovane donna 1515 ca.

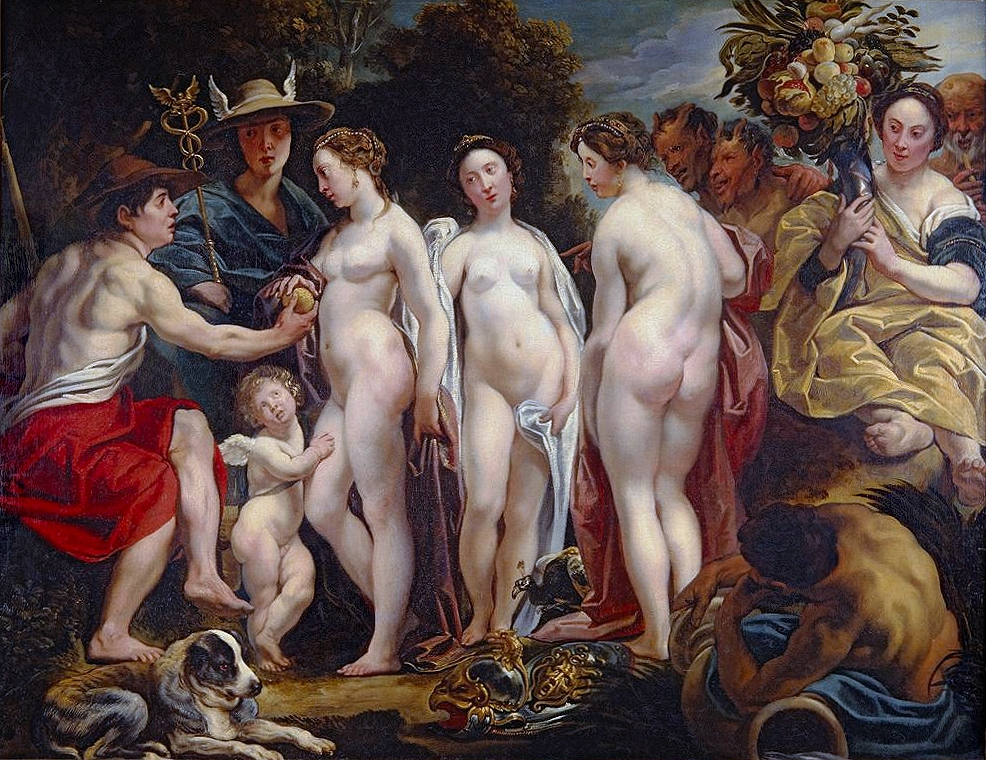
Jacob Jordaens The Judgment of Paris 1620–25 ca.

Ambrogio Bergognone
- Madonna col bambino 1520 ca.

### 17th – 20th Century American and European
Jusepe de Ribera
- Sant' Onofrio 1642 ca.
- San Pietro[4]

Dominikos Theotokopoulos detto El Greco
- Christ Carrying the Cross[4]
- Feast in the House of Simon[4]

Bartolomé Esteban Murillo
- Portrait of a Gentleman[4]

Thomas Gainsborough
- Ritratto di Mrs. Collins 1770-1775 ca.

Francisco José de Goya y Lucientes
- Jose Antonio, Marques de Caballero 1807[4]

Paul Gauguin
- Le Chaland et la barque 1882

Claude Monet
- 'Waterloo Bridge ' 1903

Albert Bierstadt
- Yosemite Valley, California 1863 ca.

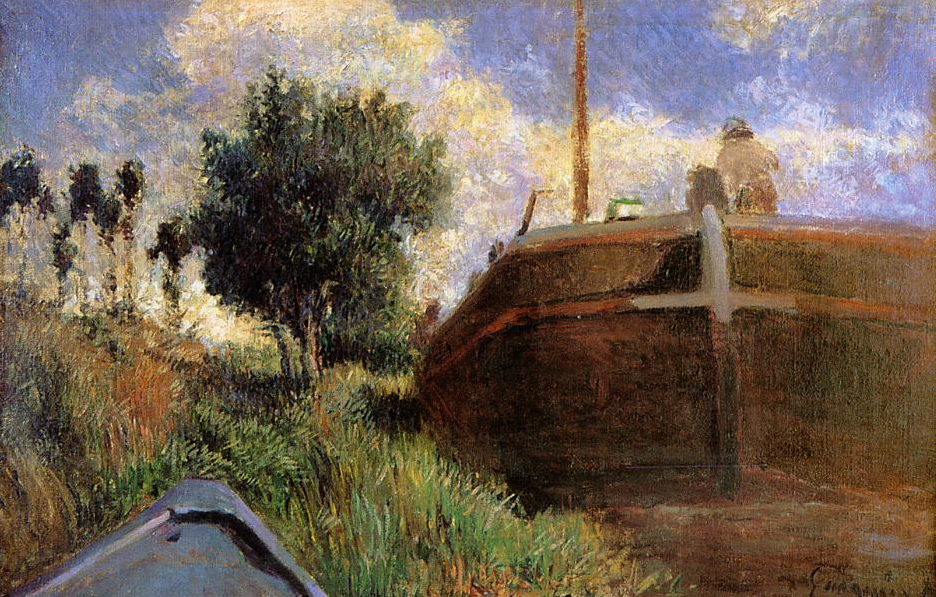
Paul Gauguin Le Chaland et la barque 1882

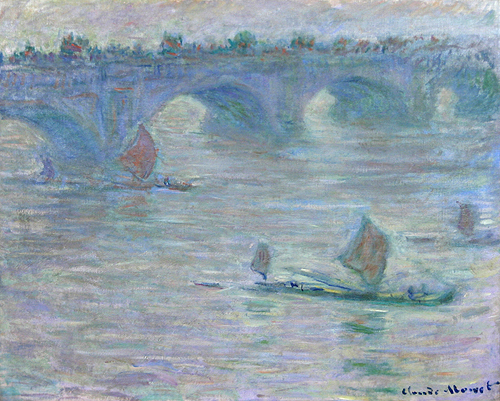
Claude Monet Waterloo Bridge 1903

André Masson
- Mistral

Fernando Botero
- Las Frutas 1964

Carlos Alfonzo
- Lifetime [Curso de la Vida] 1988

José Bedia
- Nkunia, Gajo o Rama 1995

### Contemporary
Roy Lichtenstein
- Modular Painting in Four Panels V 1969

Frank Stella
- 'Le Neveu de Rameau 1974

Duane Hanson
- 'Football Player 1981

Deborah Butterfield
- Rex 1991

Tatiana Parcero
- Cartografia Interior #43 1996

Sandy Skoglund
- Breathing Glass - Installazione, 2000